# إيمان منصور مرهون
إيمان منصور جاسم مرهون إعلامية بحرينية. تشغل حاليا منصب مدير الاعلام والاتصال في شركة مطار البحرين.

## النشأة والتعليم
كانت هناك خطة مرسومة من قبل والداها بأن تتخصص في مجالين إما الطب أو الهندسة لأنها تتميز بالذكاء ولكن عندما كانت في القاهرة اتخذت القرار واستبدلت تخصصها العلمي بالأدبي.
حصلت على شهادة بكالوريوس علاقات عامة وإعلام من جامعة القاهرة بمصر في عام 1996. ثم حصلت على الدبلوم العالي في الإعلام من المعهد العربي للدراسات والبحوث في القاهرة 2010. ثم حصلت على درجة الماجستير في إدارة الأعمال من جامعة البحرين عام 2016.

## المسيرة المهنية
عملت رئيسة العلاقات العامة بإحدى الشركات الخاصة من 1996 إلى 1997. ثم انتقلت للعمل مذيعة ومعدة برامج في هيئة إذاعة وتلفزيون البحرين بوزارة الإعلام من 1997 إلى 2008. كما عملت مشرفة لجنة البرامج الثقافية بقسم الإنتاج. أسندت إليها رئاسة الملحقية الإعلامية في إدارة الإعلام الخارجي بهيئة شؤون الإعلام في نوفمبر 2010 قبل أن تنتقل إلى المجلس الأعلى للمرأة عام 2010 حيث ترأست قسم الإعلام هناك ثم عادت إلى هيئة شؤون الإعلام كمستشار إعلامي في الإدارة العامة للمطبوعات والنشر عام 2011.
تعمل حاليا مدير الاعلام والاتصال في شركة مطار البحرين.
أهم خبراتها العملية:
- مراسلة قناة العربية الإخبارية، 2003.
- التخطيط الإعلامي لحملة الميثاق والدستور والانتخابات البلدية والانتخابات النيابية في العامي 2002 و 2006.
- قارئة أخبار في تلفزيون البحرين.
- ساهمت في إعداد وتخطيط عدة برامج ثقافية وسياسية واجتماعية مثل: «قضايا برلمانية، حياكم معانا، بعيدا عن السياسة، التغطية لجلسات المجلس النيابي، مجلس الشورى، التغطية التلفزيونية لبدء انطلاقة لمشروع الإصلاحي لجلالة الملك، حوار مفتوح، نساء في السياسة، اليوم الثامن، للشباب فقط، شباب».
- عضو اللجنة الإعلامية لملتقى البحرين - أصيلة للثقافة والفنون.
- إدارة برنامج باب البحرين اليومي.
- عضو لجنة اللوائح المالية في تلفزيون البحرين.
- شاركت في عدة دورات تدريبية في مجال الإعلام والصحافة داخل البحرين وخارجها.

كما تحمل عضوية:
- عضو مؤسس لمركز (تسعا) لدعم المرأة.
- عضو فريق صياغة الاستراتيجية الوطنية للشباب.
- عضو فريق برنامج التعليم للجميع - وزراة التربية والتعليم.
- رئيس اللجنة التنسيقية للإعلاميين العرب لمكافحة العنف ضد الأطفال في القاهرة.
- عضو اللجنة العليا لرعاية شؤون المعاقين.[6]
- عضوة لجنة التحكيم الخاصة بجائزة أفضل مشروع تطوعي في مملكة البحرين.[7]

## الجوائز والتكريمات
في 2 مايو 2007 تم تكريم مرهون في منتدى الإعلاميات السعوديات الثاني الذي كان برعاية عادلة بنت عبد الله بن عبد العزيز آل سعود.
في 17 أبريل 2010 بمناسبة يوم المرأة البحرينية كرمت مدرسة أم القرى الإبتدائية الإعدادية للبنات النساء الرائدات بمنطقة النويدرات ومنهن مرهون أول إعلامية لمنطقة النويدرات.
في عام 2013 قام المجلس الأعلى للمرأة بتكريم مرهون بمناسبة يوم المرأة البحرينية.
في 17 مارس 2022 منح ملك البحرين مرهون وسام الأمير سلمان بن حمد للاستحقاق الطبي نظير ما قامت به أثناء انتشار جائحة كورونا.

## الحياة الشخصية
والدها منصور جاسم مرهون ووالدتها سورية الجنسية.
متزوجة من الإعلامي البحريني غازي عبد المحسن مدير العلاقات العامة في مجلس النواب ولهما طفلان: نزار (2000) ومحمد (2001).